# Erismena
Erismena (auch L’Erismena) ist eine Oper in einem Prolog und drei Akten von Francesco Cavalli (Musik) mit einem Libretto von Aurelio Aureli. Sie wurde am 30. Dezember 1655 im Teatro Sant’Apollinare in Venedig uraufgeführt.

## Handlung
Die Oper spielt in Tauris, der alten Residenz der Meder.

### Vorgeschichte
Der medische Prinz Erimante verliebt sich bei einem Besuch in Armenien in Arminda, die Schwester des dortigen Königs Artamene. Sie erwarten ein Kind, doch im letzten Monat der Schwangerschaft stirbt Erimantes Vater, der König von Medien. Erimante wird in seine Heimat zurückberufen, um die Nachfolge anzutreten. Arminda stirbt kurz darauf bei der Geburt. Hofdame Ercinia nimmt das Mädchen, Erismena, zu sich und zieht es auf. Als Erimante vom Tod seiner Geliebten erfährt, schwört er, ihr bis in den Tod treu zu bleiben. Dennoch verliebt er sich später in seine Sklavin Aldimira – in Wirklichkeit die iberische Prinzessin Stella, die zusammen mit ihrer Amme von Piraten entführt und nach Medien verschleppt worden war.
Ercinia stirbt, ohne Erismena von ihrem Vater erzählt zu haben. Erismena verliebt sich in den iberischen Prinzen Idraspe, der auf der Suche nach Abenteuern nach Armenien gekommen war. Er verspricht ihr die Ehe – doch nach einiger Zeit gibt er seinem Drang nach Abenteuern nach und macht sich auf die Reise nach Medien, um die vielgerühmte Schönheit Aldimiras (seiner unerkannten Schwester) in Augenschein zu nehmen. Weil Medien und Iberien verfeindet sind, nimmt er den Namen Erineo an. Er kommt als Mundschenk am Königshof unter und verliebt sich sofort in Aldimira.
Zu dieser Zeit befindet sich der armenische König Artamene auf einem Kriegszug gegen Medien und belagert mit seinem Heer Erimantes Residenz Tauris. Erismena, die Idraspe seinen Verrat nicht verzeihen kann und nach Rache dürstet, erfährt von dessen Aufenthalt in Medien. Sie schließt sich als Mann verkleidet der armenischen Armee an. Prinz Orimeno von Kolchis, ein weiterer Verehrer Aldimiras, kommt Erimante mit seiner Armee zu Hilfe, bezwingt Artamene und tötet ihn im Verlauf der Schlacht.

### Kurzfassung
Nach dem Sieg gegen die Armenier träumt König Erimante, dass ihm ein Ritter seine Krone raubt. Orimenos Diener Argippo findet in einem Zelt einen verwundeten armenischen Soldaten (die verkleidete Erismena) und bringt ihn zu seinem Herrn, der ihn wiederum seiner Geliebten Aldimira anvertraut. Diese verliebt sich auf der Stelle in ihn und gibt ihren bisherigen Verehrern Orimeno und Erineo den Laufpass. Erimante, der in dem Soldaten den Ritter aus seinem Traum erkennt, befiehlt Erineo, ihn zu vergiften. Außerdem befiehlt er die Freilassung seiner Sklavin Aldimira, die er heiraten will. Aldimira wünscht sich von ihm die Freilassung des Gefangenen, was Erimante ihr nur zum Schein verspricht.
Als Erineo Erismenas Gemächer betritt, um den Befehl des Königs auszuführen, erkennt diese in ihm ihren treulosen Verlobten Idraspe. Sie fällt in Ohnmacht, ohne das Gift getrunken zu haben. Erimante geht davon aus, dass sie tot ist und verspricht Aldimira zynisch, dass sie den Soldaten heiraten dürfe, wenn sie ihn wecken könne. Das gelingt problemlos, und Erismena stimmt zum Schein der Ehe mit Aldimira zu, da ihr diese im Gegenzug Erineo/Idraspe ausliefern will. Erimante weiß davon allerdings nichts, sondern verkündet kurz darauf, dass er selbst Aldimira heiraten werde. Als diese ihm stattdessen den armenischen Soldaten als Verlobten präsentiert, lässt er sie, den Soldaten und Erineo/Idraspe (der seinen Mordbefehl nicht ausgeführt hat) in den Kerker werfen.
Der König erfährt, dass Orimeno die Gefangenen wieder befreit hat, und befiehlt ihre Verfolgung. Erismena flieht gemeinsam mit Erineo/Idraspe, da sie auf eine Gelegenheit zur Rache an ihm hofft. Die beiden werden jedoch schnell wieder festgenommen. Orimeno wirbt weiterhin um Aldimira, die von ihm verlangt, den armenischen Soldaten erneut zu befreien. Erineos/Idraspes Vertrauter Clerio (ein Moor) befürchtet, dass sein Herr aus Liebeskummer sterben werde und verfasst ein Epitaph, in dem er dessen wahre Identität offenbart. Als er es Aldimira und deren Amme Alcesta vorträgt, erkennt letztere in Idraspe Aldimiras Bruder und enthüllt deren iberische Abstammung. Der König befiehlt unterdessen, dass sich Erineo/Idraspe und der armenische Soldat gegenseitig im Zweikampf töten sollen. Erismena legt ihre Rüstung ab und gibt sich Idraspe zu erkennen. Die beiden versöhnen sich wieder. An einem Medaillon an ihrem Hals erkennt Erimante, dass sie seine eigene Tochter ist. Erismena wird Idraspe heiraten, und Aldimira erhält Orimeno zum Gatten.
Zusätzlich zu diesem Haupthandlungsstrang gibt es einige Verwicklungen der Nebenfiguren. Sowohl Orimenos Diener Argippo als auch Erineos/Idraspes Vertrauter Clerio verlieben sich in die Serail-Dame Flerida, und die alte Amme Alcesta ist immer auf der Suche nach einem Geliebten.

### Prolog (1655)
Blühender Garten
Die Allegorien der Redegewandtheit („La Facondia“) und der Absonderlichkeit („La Bizzaria“) wundern sich, dass die Launen („Capricci“) ohne ihre Unterstützung ein Schauspiel veranstalten. Beide halten sich selbst für unverzichtbar. Die Absonderlichkeit glaubt, ohne die Redegewandtheit auskommen zu können. Bevor sie ihren Streit beenden, ist das Schauspiel der Launen auch schon zu Ende.

### Erster Akt
Lager der Meder mit Blick auf das besiegte armenische Heer
Szene 1. Am Tag nach der siegreichen Schlacht gegen die Armenier schreckt König Erimante aus dem Schlaf auf. Er hat geträumt, dass ihm ein Ritter seine Krone raube. Sein Hauptmann Diarte reißt ihn aus seinen Gedanken.
Szene 2. Unterdessen findet Argippo, ein Diener Orimenos, in einem Zelt einen verwundeten armenischen Soldaten. Es handelt sich um die verkleidete Erismena, die sich auf der Suche nach ihrem treulosen Geliebten Idraspe befindet.
Szene 3. Da er ihm dieser Soldat in der Schlacht durch seinen Mut aufgefallen war, beschließt Orimeno, ihn nach Medien zurückzubringen (Orimeno: „Faville d’amore“).
Hof des Serails
Szene 4. Die Sklavin Aldimira betrachtet die Porträts ihrer beiden Geliebten, des vermeintlichen Mundschenks Erineo und des Prinzen Orimeno (Aldimira: „O care effigie, o care“).
Szene 5. Ihre Dienerin Flerida ermutigt sie dazu, sich noch mehr Liebhaber zuzulegen. Argippo meldet den beiden Frauen den Sieg Erimantes in der Schlacht und die baldige Freilassung Aldimiras, die der in sie verliebte König versprochen habe. Er nutzt die Gelegenheit, um Flerida den Hof zu machen.
Szene 6. Die alte Amme Alcesta kommt hinzu. Sie gibt ihrem Zorn über zwei junge Edelleute Ausdruck, die sie verspottet haben.
Szene 7. Orimeno versichert Aldimira seine Liebe und bittet sie, sich um den verwundeten Soldaten zu kümmern, da er zum König zurückkehren müsse.
Szene 8. Schon beim ersten Blick auf den Soldaten verliebt sich Aldimira in ihn und vergisst ihre anderen Verehrer. Alcesta und Flerida ermutigen sie in ihrer Flatterhaftigkeit.
Szene 9. Die Amme bedauert, dass sich aufgrund ihres Alters niemand mehr in sie verliebt (Alcesta: „Maledetto sia del tempo“).
Szene 10. Unterdessen teilt Erineo/Idraspe seinem Vertrauten, dem Mohren Clerio, mit, dass er wegen Aldimira seine Rückkehr nach Iberien aufschieben wolle. Clerio dagegen drängt zum Aufbruch. Er erinnert Idraspe an die Armenierin, deren Liebe er verschmäht habe.
Szene 11. Clerio bemitleidet die Frauen, die auf treulose Verführer hereinfallen.
Szene 12. Erismena dagegen hofft auf eine Wendung des Schicksals.
Szene 13. Sie vertraut Orimeno an, dass sie wegen eines unbeständigen Herzens leide. Der Prinz macht ihr Mut.
Serail
Szene 14. Erimante fordert Alcesta auf, Aldimira zu ihm zu führen. Alcesta kommentiert die offensichtlichen Gefühle des Königs für seine Sklavin.
Szene 15. Argippo meldet Erimante die Ankunft seines Generals Oriste.
Szene 16. Oriste erweist dem König seine Reverenz.
Szene 17. Orimeno führt den armenischen Gefangenen (Erismena) herein und bittet Erimante zugleich um Gnade für ihn.
Szene 18. Der König erschrickt, da er in dem Gefangenen den Ritter aus seinem Traum erkennt.
Szene 19. Erimante befiehlt dem entsetzten Erineo, den Gefangenen zu vergiften.
Szene 20. Als Aldimira mit Alcesta hereinkommt, befiehlt der König, sie freizulassen, damit er sie heiraten und zur Königin machen könne.
Szene 21. Erimante verspricht Aldimira, ihr jeden Wunsch zu erfüllen. Aldimira bittet um die Freilassung des mysteriösen Gefangenen. Erimante erkennt, dass sie diesen liebt. Dennoch schwört er, dass er ihn ihr übergeben werde. Aldimira jubelt – sie weiß nicht, dass Erimante ihr nur seine Leiche überlassen will.
Hier entfernen die Gefangenen die Ketten von ihren Füßen, verflechten dieselben und tanzen vor Freude über ihre wiedergewonnene Freiheit.

### Zweiter Akt
Gemächer Erimantes
Szene 1. Erismenas Gefühle schwanken zwischen Verzweiflung und Hoffnung (Erismena: „O fiere tempeste“ – „Speranze, voi che siete avvezze a lusingar“).
Szene 2. Flerida erzählt dem gefangenen Soldaten (Erismena), dass Aldimira ihre anderen Verehrer aus Liebe zu ihm aufgegeben habe. Sie überreicht ihm die Bilder seiner beiden Rivalen, die Aldimira ihr zu diesem Zweck mitgegeben hat.
Szene 3. Erismena hat Mitleid mit der getäuschten Aldimira, deren Gefühle sie nicht erwidern kann (Erismena: „Sventurata Aldimira“). Dann fällt ihr Blick auf die Bilder. Sie erkennt auf einem davon ihren treulosen Verlobten Idraspe und lässt ihrem Zorn freien Lauf.
Szene 4. In diesem Moment tritt Erineo ein, um den Gefangenen zu vergiften. Erismena erkennt in ihm ihren treulosen Geliebten Idraspe und fällt in Ohnmacht, bevor sie das Gift trinken kann.
Szene 5. Erimante erscheint, glaubt, dass der Soldat tot ist, und beauftragt Erineo/Idraspe, Aldimira zu holen. Erineo hat keine Möglichkeit, ihm die Situation zu erklären. Der König wundert sich über ein merkwürdiges Gefühl des Mitleids, dass sich bei ihm einstellt.
Szene 6. Als Aldimira eintritt, gewinnt Erimante schnell die Fassung wieder. Er verspricht ihr zynisch, dass sie den unbekannten Soldaten heiraten dürfe, falls es ihr gelinge, ihn aufzuwecken. Dann verlässt er das Zimmer.
Szene 7. Aldimira weckt den Soldaten auf (Aldimira: „Vaghe stelle“). Bevor Erismena vollständig das Bewusstsein wiedererlangt, verflucht sie den grausamen Idraspe und nennt dabei auch ihren eigenen Namen. Als Aldimira sie nach ihrer Identität und den genannten Personen fragt, gibt sich Erismena als ihr eigener Bruder aus und behauptet, Idraspe zu verfolgen, der seine Schwester verführt und verlassen habe und hier unter dem Namen Erineo lebe. Aldimira verspricht, ihm diesen auszuliefern, falls er zustimme, sie zu heiraten. Erismena akzeptiert zum Schein, und die Szene endet mit einem Liebesduett.
Szene 8. Orimeno, der die Unterhaltung zusammen mit Argippo angehört hat, will Aldimira aufgeben. Doch er ist sich nicht sicher, ob seine Entschlusskraft dazu ausreicht.
Szene 9. Argippo kommentiert die Leiden der unglücklich Verliebten und die Unbeständigkeit der Frauen.
Szene 10. Flerida ist entschlossen, dem Werben Argippos nicht nachzugeben (Flerida: „Vaghi Adoni“). Doch als sie bemerkt, dass dieser zugehört hat, ändert sie ihre Meinung und gesteht ihm ihre Liebe.
Hof des Königspalasts
Szene 11. Erineo/Idraspe wirft Aldimira vor, dass sie ihn nicht mehr liebe, sondern sich einen anderen Verehrer zugelegt habe. Er droht mit Selbstmord, doch sie geht nicht darauf ein.
Szene 12. Clerio wirft Alcesta vor, unter seinen Leuten nach Liebhabern Ausschau zu halten. Alcesta prahlt mit den Vorzügen ihres hohen Alters (Alcesta: „Vecchiarella, che d’amore“). Clerio entgegnet, dass eine Frau mit weißen Haaren nicht mehr selbst spielen, sondern stattdessen anderen beim Spiel helfen solle.
Szene 13. Zur Feier seines Sieges über die Meder lässt Erimante ein Turnier veranstalten. Er teilt Diarte, Orimeno und Erineo/Idraspe mit, dass er Aldimira heiraten und zur Königin von Medien machen wolle. Orimeno und Erineo sind entsetzt.
Szene 14. Aldimira erscheint, dankt Erimante und stellt ihm zu seiner Überraschung den von ihr gewählten Ehemann vor – die immer noch als Soldat auftretende Erismena. Außer sich vor Wut befiehlt der König, Aldimira, ihren Gatten und den Verräter Erineo, der diesen töten sollte, in den Kerker zu werfen.
Szene 15. Erismena hat am Ende vorhergehenden Szene das Porträt ihres Verlobten verloren. Dieser (Erineo/Idraspe) hebt es auf und erkennt daran, dass Aldimira ihn nicht mehr liebt. Diarte meint, dass er sich mit dem Gedanken trösten könne, dass er im selben Gefängnis wie sie sein werde.
Szene 16. Alcesta bedrängt Argippo mit ihren Liebesgelüsten und behauptet, dass Flerida ihm untreu sei.
Szene 17. Flerida kommt hinzu. Sie und Argippo machen sich über die alte Frau lustig und gehen fort.
Szene 18. Nun wendet sich Alcesta dem Mohren Clerio zu und will ihn heiraten. Aber auch Clerio weist sie ab.
Hier folgt ein Ballett von Mohren und Mohrinnen.

### Dritter Akt
Königlicher Garten
Szene 1. Diarte bittet König Erimante um Gnade für Aldimira. Doch der bleibt hart, obwohl er innerlich zwischen Zorn und Mitleid hin- und hergerissen ist.
Szene 2. Flerida besingt die Macht der Liebe und beklagt, dass Frauen so leicht von ihr ergriffen werden. Doch letztlich gefällt ihr genau das.
Szene 3. Argippo und Clerio umwerben Flerida. Sie entscheidet sich für Argippo und weist Clerio zurück.
Szene 4. Erimante kann sich weiterhin nicht entscheiden, ob er der Liebe oder dem Zorn folgen soll.
Szene 5. Der Gefängnisaufseher informiert Erimante darüber, dass Orimeno die Gefangenen befreit und Aldimira geraubt habe. Wütend schwört der König Rache und befiehlt die Verfolgung der Flüchtigen.
Gefängnishof
Szene 6. Obwohl sie ihre Ketten losgeworden ist, fühlt Erismena sich im Herzen noch nicht frei.
Szene 7. Erineo/Idraspe schlägt dem Soldaten/Erismena vor, gemeinsam zu fliehen. Die geht gerne darauf ein, da sie auf eine Gelegenheit zur Rache hofft.
Szene 8. Orimeno wirbt heftig um Aldimira. Diese fühlt sich von ihm bedrängt und beschuldigt ihn, sie von ihrem Geliebten getrennt zu haben.
Szene 9. Argippo mahnt Orimeno und Aldimira zur Eile, weil die Soldaten Erineo und den armenischen Soldaten bereits wieder festgenommen haben. Aldimira fleht Orimeno an, ihren Gatten zu befreien. Orimeno will seiner Angebeteten den Wunsch erfüllen und erbittet sich als Gegenleistung einen verliebten Blick von ihr.
Szene 10. Orimeno leidet unter seiner unerwiderten Liebe zu Aldimira.
Szene 11. Auch Clerio verflucht die Liebe und beklagt seinen Herrn Idraspe, dessen Tod er befürchtet. Damit alle von dessen königlicher Abstammung erfahren, beschließt er, ein Epitaph zu schreiben.
Szene 12. Aldimira tritt mit Alcesta ein. Letztere versteckt sich vorerst, um das Ergebnis von Orimenos Gnadengesuch abzuwarten. Aldimira bleibt jedoch (Aldimira: „Ch’io parta? non posso“). Clerio bittet sie, nach Erineos Tod das Epitaph auf sein Grab zu gravieren. Als er es vorträgt, erfahren die beiden Frauen, dass Erineo in Wirklichkeit der iberische Prinz Idraspe ist. Alcesta erschrickt zutiefst. Sie tritt hervor und offenbart Aldimira, dass Idraspe ihr Bruder ist: Aldimira wurde als Kind zusammen mit ihr (Alcesta) von Piraten entführt und dem König von Medien geschenkt. Sie habe ihre Identität wegen der alten Feindschaft von Aldimiras Vater und Erimante bislang verschweigen müssen. Aldimira beschließt, ihren Bruder zu befreien und den König um Gnade für ihn zu bitten.
Szene 13. Flerida versucht Argippo von der Abreise abzuhalten, doch er überzeugt sie schließlich, mit ihm zu gehen.
Palast Erimantes
Szene 14. Die erneut festgenommenen Idraspe und Erismena beklagen ihr Schicksal.
Szene 15. Erimante tritt ein und verheißt ihnen den baldigen Tod. Beide wollen die Schuld auf sich allein nehmen, um den anderen zu entlasten. Daraufhin befiehlt der König Diarte, jedem ein Schwert zu geben, damit sie sich gegenseitig im Kampf töten. Diarte und Erimante gehen hinaus.
Szene 16. Als sie mit Idraspe allein ist, besteht Erismena darauf, dass sie unter gleichen Voraussetzungen kämpfen. Sie legt ihre Rüstung ab und gibt sich ihrem untreuen Verlobten zu erkennen – bereit, ihn anschließend zu töten. Doch Idraspe bittet sie auf den Knien um Vergebung für seine Taten und schwört ihr seine Liebe. Die von ihren Gefühlen überwältigte Erismena verzeiht ihm. Beide fallen sich versöhnt in die Arme.
Szene 17. Als Erimante zurückkehrt und feststellt, dass die Gefangenen immer noch leben, reagiert er zornig. Erst als er bemerkt, dass Erismena eine Frau ist, beruhigt er sich. Zu seiner Überraschung entdeckt er an ihrem Hals ein Medaillon, das er einst seiner Jugendliebe Arminda gegeben hatte. Erismena erzählt, dass ihr das Bildnis als Kind in Armenien von ihrer Amme Ercinia gegeben worden war. Der König erkennt, dass Erismena seine und Armindas Tochter ist. Sein Traum bedeutete also keinen gewaltsamen Thronraub, sondern war lediglich ein Hinweis auf ihr Geburtsrecht.
Szene 18. Aldimira und Alcesta kommen hinzu und finden zu ihrem Erstaunen den König in Umarmung mit dem fremden Soldaten, Aldimiras Bräutigam, vor. Allmählich klärt sich alles auf. Idraspe gibt seine Verkleidung auf, und Alcesta teilt ihm mit, dass Aldimira in Wirklichkeit seine Schwester Stella ist. Der König erklärt daraufhin die alte Feindschaft mit Iberien für beendet und verspricht Idraspe die Hand seiner Tochter Erismena.
Szene 19. Zu guter Letzt erscheint auch Orimeno und bittet den König um Vergebung, die er sofort erhält. Zudem verzichtet Erimante nun auf Aldimira, die somit Orimeno heiraten darf. Auch deren Bruder Idraspe ist einverstanden. Alle feiern Freude und Frieden, die nach den langen Leiden endlich eingekehrt sind.

## Gestaltung
Die originale Orchesterbesetzung der Oper besteht lediglich auch einem dreistimmigen Streicherensemble und Basso continuo.
Erismena ist wie damals in Venedig üblich als „dramma per musica“ bezeichnet. Die Oper verzichtet (abgesehen vom Prolog) auf mythologische Gestalten, Götter oder Allegorien. Stattdessen handeln hier menschlichere Figuren, wie sie auch in den zeitgenössischen Romanen vorkamen.:21f
Erismena hat wie die meisten Opern Cavallis einen hybriden Charakter. Tragik und Komik stehen gleichberechtigt nebeneinander. Cavalli entwickelte zunehmend geschlossene musikalische Formen wie Arien, die mit den Rezitativen im Stile des recitar cantando abwechseln. Die Handlung findet in den dialogischen Rezitativen statt.:20
Von besonderer Schönheit ist Aldimiras Auftrittsarie „O care effigi“ (I,4). Während sie die Bilder ihrer Verehrer betrachtet, singt sie träumerisch in hoher Lage zu einer passacagliaartigen Basslinie. Diese Arie besitzt eine ABCCA-Form, eine Erweiterung der üblichen dreiteiligen ABA-Liedform.:95
Eine Szenenfolge von meisterhafter Dramatik findet sich zu Beginn des zweiten Akts (II,4–7): Erineo betritt das Zimmer der verkleideten Erismena, um sie zu vergiften. Sie erkennt in ihm ihren treulosen Geliebten Idraspe und fällt in Ohnmacht. König Erimante, der den Mord in Auftrag gegeben hat, hält sie für tot, und Aldimira weckt sie mit einer Arie wieder auf.:58
Aldimiras Arie „Ch’io parta? non posso“ (III,12) beginnt und endet mit dieser als Rezitativ gesetzten Refrain-Zeile, während der übrige Text im Dreiermetrum in Form von acht Senaren auskomponiert ist. Den Kontrast zwischen diesen beiden Teilen verstärkt Cavalli durch die Harmonik. Der Refrain endet offen in C-Dur, was sich als Dominante zur Tonart der eigentlichen Arie erweist, die über F-Dur nach c-Moll und schließlich nach B-Dur moduliert. Die Wiederholung des Refrains endet erneut auf der Dominante, die anschließend vom Continuo aufgelöst wird. Der musikalische Kontrast verstärkt somit die Dramatik der Handlung. Da der Text selbst keinen derartigen Gegensatz erfordert, handelt es sich offensichtlich um eine Entscheidung des Komponisten.

## Werkgeschichte

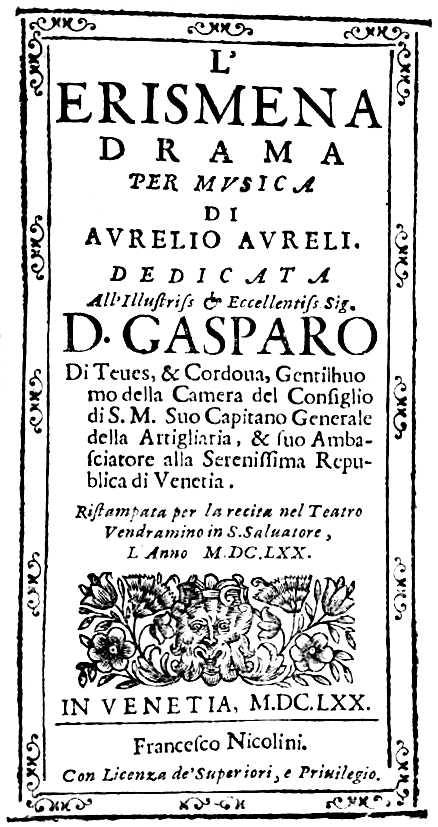
Titelblatt des Librettos, Venedig 1670

Das Libretto der Oper stammt von Aurelio Aureli. Abgesehen von der Vervollständigung des Eliogabalo handelt es sich um das einzige Opernlibretto, das dieser für Cavalli schrieb. Cavalli erhielt für die Komposition 150 Dukaten.:160 Die eindrucksvolle Kerkerszene – eine der berührendsten Lamentoszenen Cavallis – übernahm er aus seiner Oper L’Ormindo von 1644.
Die Uraufführung fand am 30. Dezember 1655 im Teatro Sant’Apollinare in Venedig statt – mit Folgeaufführungen bis zum 28. Februar 1656. Die musikalische Leitung hatte Giovanni Battista Volpe (Rovettino).:160f Das Bühnenbild stammte von Simon Guglielmi, die Kostüme von Paulo Morandi und die Tänze von Giovanni Battista Martini. Es sangen Angelica Felice Curti, Anna Felicita Chiusi, Orsetta Parmine, Giovanni Battista Veralli, Giacinto Zucchi, Amato Riminuzzi, Antonio Draghi, Girolamo Zorzi (als Vecchia), Stefano Costa, Zanetto Caliari und Pietro Veralli.:328 Die Oper wurde u. a. wegen der einprägsamen Arien ein großer Erfolg.
In den folgenden beiden Jahrzehnten wurde Erismena in Italien viel gespielt und mehrfach überarbeitet. Belegt sind Aufführungen in Bologna (1661 und 1668 im Teatro Formagliari), Mailand (11. Februar 1661), Florenz (22. Februar 1661 im Teatro del Cocomero), Ferrara (1662 und 1669), Ancona (1666), Brescia (1666), Genua (1666 im Teatro Falcone), Lucca (1668), Venedig (13. Februar 1670 im Teatro Vendramin) und Forlì (1673). Insgesamt gab es 32 Vorstellungen vor immer größerem Publikum. Von sieben Aufführungen ist bekannt, dass sie mehr als 200 zahlende Besucher hatten. Nur ein einziges Mal wurden weniger als 100 Eintrittskarten verkauft.:309
Das Autograph der Partitur ist nicht erhalten. In der Biblioteca Marciana in Venedig finden sich zwei unterschiedliche Abschriften. Die erste (Cod. It. IV. 417) entspricht dem ursprünglichen Libretto von 1655, die andere (Cod. It. IV. 360) einer Überarbeitung von 1670. Cavalli änderte für letztere die Stimmlagen einiger Partien: Idraspe wurde zum Sopran (vorher Alt), Alcesta ein Tenor (vorher Alt) und Orimeno ein Mezzosopran (vorher Sopran). Die Nebenrollen von Diarte und Argippo wechselten von Bass zu Alt. Die Partitur des ursprünglichen Prologs, der Chöre und der im Libretto erwähnten Ballette ist nicht erhalten. Das Libretto dagegen ist in sechs verschiedenen Ausgaben überliefert (Venedig 1655 und 1670, Bologna 1661 und 1668, Lucca 1668 und Forlì 1673).:10 In den unterschiedlichen Fassungen finden sich drei verschiedene Prologe.:270 In der Lucca-Fassung kommen darin die Charaktere von Venus und Mars vor. In Venedig 1670 wurde der Prolog ganz weggelassen.:21 Einige der Arien wurden separat in zeitgenössische Ariensammlungen aufgenommen.
In den 1670er Jahren entstand außerdem eine Kopie der Partitur in englischer Sprache, die um 1960 von J. Stevens Cox wieder aufgefunden wurde. Man vermutet, dass diese Fassung 1674 im Londoner Drury Lane Theatre gespielt wurde. Damit wäre Erismena die erste in Großbritannien aufgeführte Oper:10 – dreißig Jahre vor den ersten dort nachgewiesenen Aufführungen italienischer Opern. Diese Partitur wurde 2009 von der Bodleian Library Oxford erworben.
Noch im 18. Jahrhundert erwähnte Charles Burney, dass er eine italienische Handschrift in einer Privatsammlung gesehen habe.
Die ersten Produktionen in neuerer Zeit gab es 1967 (Radiosendung auf BBC Radio 3 in einer Fassung von Lionel Salter) und 1968 (szenisch in Berkeley, CA). 1974 folgte unter der musikalischen Leitung von Alan Curtis eine Aufführung anlässlich des Holland Festivals in Rotterdam, die auch auf Schallplatte herausgegeben wurde.
Die Ireland’s Opera Theatre Company spielte das Werk 2002. Diese Produktion wurde 2006 im Rahmen des Baroque festival der English Touring Opera mit Rachel Nicholls in der Titelrolle, Jonathan Peter Kenny als Idraspe, Laura Mitchell als Almirena, Patricia Orr als Orimeno und Andrew Slater als Erimante wiederaufgenommen. Die musikalische Leitung hatte Brian Gordon.
Im Mai 2015 wurde Erismena im Rahmen des Yale Baroque Opera Project von Studenten im dortigen University Theatre unter professioneller Leitung (Dirigent: Grant Herreid, Regie: Ethan Heard) aufgeführt.
Das Festival d’Aix-en-Provence nahm die Oper 2017 ins Programm. Leonardo García Alarcón leitete das Orchestra Cappella Mediterranea. Ein Mitschnitt wurde auf France Musique im Radio übertragen und als Video-Stream auf Culturebox bereitgestellt.

## Aufnahmen
- 1968 – Alan Curtis (Dirigent), Oakland Symphony Orchestra.
 Delreen Hafenrichter (Erismena), Melvin Brown (Idraspe), Leslie Retallick (Clerio), Carole Bogard (Aldimira), Walt McKibben (Alcesta), Paul Esswood (Orimeno), Edward Jameson (Argippo), Holly Alonso (Flerida), Walter Matthes (Erimante), Edgar Jones (Diarte).
 Studio-Aufnahme; Bearbeitung von Alan Curtis in englischer Sprache mit gesprochenen Zusammenfassungen vor jedem Akt.
 Vox SVBX 5213 (3 LPs).[14]:2652[15]
- 2017 – Leonardo García Alarcón (Dirigent), Jean Bellorini (Regie, Bühne und Lichtdesign), Véronique Chazal (Bühne), Macha Makeïeff (Kostüme), Orchestra Cappella Mediterranea.
 Francesca Aspromonte (Erismena), Carlo Vistoli (Idraspe), Moro Tai Oney (Clerio), Susanna Hurrell (Aldimira), Stuart Jackson (Alcesta), Jakub Józef Orliński (Orimeno), Andrea Vincenzo Bonsignore (Argippo), Lea Desandre (Flerida), Alexander Miminoshvili (Erimante), Jonathan Abernethy (Diarte).
 Live vom Festival d’Aix-en-Provence.
 Video-Stream auf Culturebox, Radiosendung auf France Musique.[13]